# 재질
재질(材質)는 조리 도구는 그 범위가 과거의 주철, 놋쇠, 청동, 알루미늄 등의 금속에서 지금은 가벼우면서도 견고하고, 또한 물리적, 화학적 특성이 우수한 품질의 여러 가지 소재가 이용하고 있다.  이러한 스테인리스 재질이 견고성, 가격, 위생적 측면에서 가장 많이 선호되고 있으며, 주방용 도구는 가벼우면서 열전도율이 높은 알루미늄 계통이 주로 사용되었으며, 서비스용 기물은 아주 고급의 경우에는 금 코팅을 한 골드 웨어, 또는 실버 웨어가 사용한다.